# Keenes (Illinois)
Keenes est un village situé au nord du comté de Wayne dans l'Illinois, aux États-Unis,. Il est incorporé le 7 août 1958.

## Démographie
Lors du recensement de 2010, le village comptait une population de 83 habitants. Elle est estimée, en 2016, à 82 habitants.

### Source de la traduction
- (en) Cet article est partiellement ou en totalité issu de l’article de Wikipédia en anglais intitulé « Keenes, Illinois » (voir la liste des auteurs).